# 努比亚人

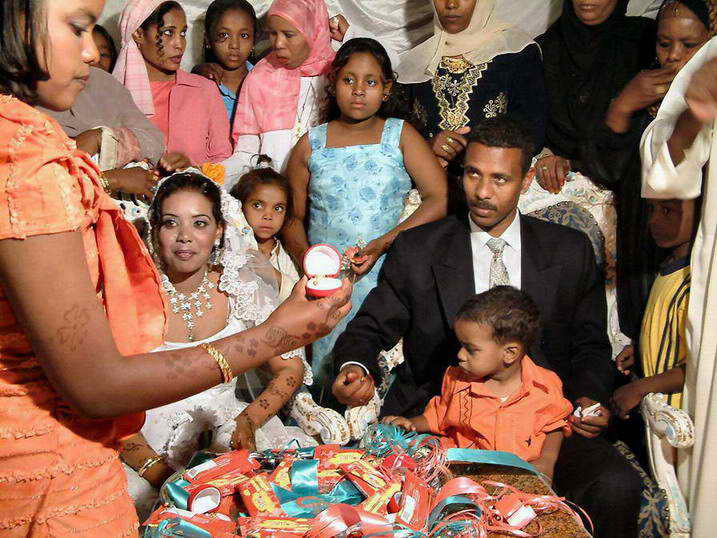
努比亚婚礼

努比亚人（Nubians，阿拉伯語： نوبي，Nuubi） 是起源于努比亞地區的一个民族，現主要居住在北非和東非的苏丹与埃及。
在語言上，努比亚語是屬於尼羅-撒哈拉語系中的東蘇丹語族。
蘇丹的努比亞人，居住在蘇丹瓦迪哈勒法（Wadi Halfa）北方與Aldaba南方之間。從北到南努比亞人的主要群體是Halfaweyen、 Sikut、 Mahas和Danagla。他們的語言主要是努比亞語，努比亞人內部有不同的努比亞方言，分別是棟古拉方言與馬哈斯方言，差別不大。1996年估计当时共有170万人说努比亞語。今日多数努比亚人是逊尼派穆斯林，阿拉伯語也因而成為努比亞人的第二語言。
依照埃及人的說法，努比亚人皮肤很深，头发卷曲或者編著髮辮，通常戴著環狀耳環。
古代的努比亚人在非洲中部及尼羅河較低流域從事貿易活動，促進周圍一帶的繁榮，進而與當時的埃及人發展出各種技能；精準的弓術、23個字母、軍事發展、先進文明。當時已出現團隊規則，由上級領導下屬，以及埃及王國法律。古代努比亞人以巨大的财富闻名于世。